# Università Loránd Eötvös
L'Università Loránd Eötvös, fondata nel 1635, è una delle più antiche e grandi università dell'Ungheria, con sede a Budapest. Dal 1950 intitolata al celebre fisico Loránd Eötvös.

## Storia
Fu fondata nel 1635 a Trnava (in ungherese Nagyszombat) dall'arcivescovo e teologo Péter Pázmány e ne fu affidata la conduzione ai gesuiti. All'epoca l'università constava di soli due collegi ("collegio delle arti" e "collegio di teologia"). La chiesa barocca dell'università è oggi la cattedrale dell'arcidiocesi di Trnava.
Nel 1777 l'Università fu trasferita a Buda. Ebbe nome di Regia Università di Pest fino al 1873, quindi di Regia Università di Budapest fino al 1921, quando fu ribattezzata Regia Università ungherese Pázmány Péter dal nome del suo primo fondatore.
Da non confondere con l'Università Cattolica Pázmány Péter (che è sorta dalla facoltà teologica separata nel 1950 dal resto dell'università) o la nuova Università di Trnava, fondate nel 1992, che ne rivendicano una successione morale.